# Actinella armitageana
Actinella armitageana е вид охлюв от семейство Hygromiidae. Видът е уязвим и сериозно застрашен от изчезване.

## Разпространение
Разпространен е в Португалия (Мадейра).